# 17437 Stekene
17437 Stekene este o planetă minoră (asteroid), cu un diametru de 13,992 km, din centura de asteroizi. A fost descoperită pe 26 septembrie 1989 la Observatorul La Silla de Eric Walter Elst și a fost numită după Stekene. 
Obiectul prezintă o orbită caracterizată de o semiaxă mare de 3,1656433 UAi, o excentricitate de 0,05, o înclinație de 21,53129 ° în raport cu ecliptica.